# Панджаб (Афганистан)
Панджаб (на пущунски/на персийски: پنج اب), в превод „пет реки“, е град в Афганистан, столица на планинската област Панджаб в югозападната част на провинция Бамиян. Градът е разположен на 2758 m надморска височина, населението през 2004 г. е 9900 души. Има летище с чакъл.
Поради голямата си надморска височина, Панджаб има влажен континентален климат (Dsb), който граничи със субарктически (Dsc) според климатичната класификация на Кьопен. Лятото е меко и сухо, а зимата е студена и снежна. Средните годишни валежи са 333 mm.
Средната температура в Панджаб е 4,4 °C. Юли е най-топлият месец в годината със средна температура 15,7 °C. Най-студеният месец е януари със средна температура от -8.7 °C.